# Вулиця Юних Ленінців
Вулиця Ю́них Ле́нінців — зникла вулиця, що існувала в Дніпровському районі міста Києва, місцевість Микільська слобідка. Пролягала від Броварського проспекту до кінця забудови (первісно пролягала в район сучасної площі Пантелеймона Куліша). 
Прилучалися провулок Юних Ленінців, вулиця Стефаника, Джамбульська вулиця та Джамбульський провулок.

## Історія
Вулиця виникла в 1920-х — на початку 1930-х років під назвою Спартаківський провулок. На карті 1943 року позначена як Хортицька. Назву Юних Ленінців вулиця отримала в 1950-ті роки. Ліквідована на межі 1980–90-х років у зв'язку зі знесенням старої забудови Микільської слобідки (остаточно - 1993 року).